# Heston Blumenthal
Pour les articles homonymes, voir Blumenthal.
Heston Blumenthal, né le 27 mai 1966 à High Wycombe, dans le Buckinghamshire, est un cuisinier britannique, chef et propriétaire du restaurant The Fat Duck (à Bray, dans le Berkshire) auquel le Guide Michelin attribue trois étoiles. Il est aussi chef des restaurants Dinner by Heston Blumenthal au Mandarin Oriental à Londres (deux étoiles au guide Michelin) et à Melbourne en Australie. Il a aussi créé le restaurant The Perfectionists' Cafe dans le terminal 2 de l’aéroport de Heathrow, puis le pub The Hinds Head (une étoile au guide Michelin) qui a été nommé Pub de l'année au guide Michelin.
Il est réputé pour son approche scientifique de la cuisine et considéré comme l'une des principales figures de la gastronomie moléculaire et du foodpairing. Il est à l'origine de la triple cuisson des frites et des Scotch eggs mollet, et a écrit plus de huit livres à ce jour.
C’est le seul chef au monde à avoir gagné trois étoiles au guide Michelin après fermeture de son restaurant pour rénovation.
En 2021, il participe à la saison 12 de Top Chef, proposant une épreuve au cours de laquelle les candidats doivent tenter d'associer deux aliments improbables puis il fait un retour sur l'épreuve suivante où il associe ses idées avec Glenn Viel. Il sera de nouveau présent sur la saison 13 avec une épreuve "carte blanche" autour de la pomme de terre, faisant référence à sa fameuse technique de triple cuisson de la Frite.